# Елинг Карлсен
Елинг Карлсен (на норвежки: Elling Karlsen (Carlsen)) е норвежки полярен изследовател.

## Биография
Роден е на 8 септември 1819 година в Тромсьо, Норвегия. През 1859 основава компания за риболов и улов на моржове, тюлени и китове в Арктика и промишлената им преработка.
През лятото на 1863 г. пръв плава около архипелага Шпицберген. Изследва протока Хинлопен (79°20′ с. ш. 20°00′ и. д. / 79.333333° с. ш. 20° и. д.), разделящ островите Западен Шпицберген и Североизточна Земя. На 80°49′ с. ш. 20°21′ и. д. / 80.816667° с. ш. 20.35° и. д. открива остров Рос, а на 80°08′ с. ш. 27°42′ и. д. / 80.133333° с. ш. 27.7° и. д. – остров Стурьо. На източното крайбрежие на остров Североизточна Земя открива Източното ледено поле, а на югоизток от острова забелязва островите Земя Крал Карл (78°55′ с. ш. 28°20′ и. д. / 78.916667° с. ш. 28.333333° и. д.).
Към края на 60-те години на ХІХ век моржовете, тюлените и китовете драстично намаляват във водите около Шпицберген и през 1868 се насочва към нови ловни полета в района на Нова Земя. Заедно с промишлената си дейност провежда картиране на крайбрежието на островите, извършва измерване на температурата на водата на различна дълбочина и описва състоянието на ледената покривка. С намирането на различни артефакти от тропическите ширини доказва, че топлото течение Гълфстрийм достига до тези райони.
През 1871 г. прави сензационно откритие на северното крайбрежие на Нова Земя, като открива зимния лагер на Вилем Баренц (1596 – 1597). Там намира оловни печати, ножове, желязна ключалка, шейна, везни за барут, брадви, лампа и най-важното – шапката на Баренц.
Умира на 18 април 1900 година в родния си град на 80-годишна възраст.

## Памет
Неговото име носи нос Карлсен (77°00′ с. ш. 67°44′ и. д. / 77° с. ш. 67.733333° и. д.), най-северната точка на Северния остров на Нова земя.